# Лоћане
Лоћане (алб. Lloqan или Lloqani) је насељено место у општини Дечани, на Косову и Метохији. Према попису становништва из 2011. у насељу је живело 499 становника.

## Положај
Село се налази у долини Лоћанске Бистрице.

## Историја
Први писани помен о Лоћанима је у Дечанској хрисовуљи 1330. године, када је село имало 63 српске куће и четири попа. У турском попису из 1458. године тај број се знатно смањио: 39 српских домова и 3 муслиманска. Године 1879. руски конзул у Призрену затекао је 25 српских породица. Поред старог српског гробља сачувана је рудиментирана сеоска кућа брвнара, која спада у најстарије сеоске куће у Србији. Једна лепа локална легенда каже да је из те куће пренета ватра мајсторима када су почели са зидањем манастира Дечана. Кућа је данас законом заштићена.

## Становништво
Према попису из 2011. године, Лоћане има следећи етнички састав становништва:
| Националност | 2011.        |
| Албанци      | 495 (99,20%) |
| непознато    | 4 (0,80%)    |
| Укупно       | 499          |

| Демографија | Демографија | Демографија |
| Година      | Становника  | Становника  |
| ----------- | ----------- | ----------- |
| 1948.       | 508         |             |
| 1953.       | 547         |             |
| 1961.       | 592         |             |
| 1971.       | 596         |             |
| 1981.       | 694         |             |
| 1991.       | 737         |             |
| 2011.       | 499         |             |